# Велихов, Лев Александрович
Лев Алекса́ндрович Ве́лихов (17 (29) января 1875 — 1942) — русский педагог, издатель, публицист, общественный деятель и политик, член IV Государственной думы от города Санкт-Петербурга. Участник Февральской революции. В 1920-е годы — профессор Ростовского университета.

## Биография
Потомственный дворянин Харьковской губернии. Его отец, Александр Тимофеевич Велихов (1839—1888) был товарищем председателя Общества российских железных дорог и председателем советов Русского и Международного банков.
С детства владел четырьмя иностранными языками, увлекался шахматами. Окончил частную гимназию Гуревича с отличием и юридический факультет Санкт-Петербургского университета (1901).
Отбыв воинскую повинность, вышел в запас в чине прапорщика конной артиллерии и поступил на службу в Министерство внутренних дел. Был помощником столоначальника и помощником делопроизводителя в хозяйственном департаменте и Главном управлении по делам местного хозяйства, в городском и земском отделениях. В 1906 году перешёл в Правительствующий Сенат, где занимал должность помощника обер-секретаря 2-го департамента. Дослужился до чина надворного советника.
В 1904 году вступил в Союз освобождения, а после провозглашения Октябрьского манифеста — в конституционно-демократическую партию. В связи с политической активностью оставил государственную службу и занялся предпринимательством и общественно-политической деятельностью.

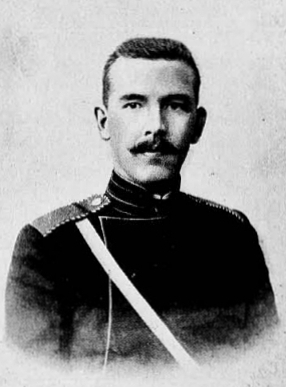
Вольноопределяющимся гвардейской конно-артиллерийской бригады

Владел типографией, организовал издательство и книжный склад. Основал журналы «Городское дело» и «Земское дело», которые издавал совместно с Д. Д. Протопоповым. Журналы пропагандировали идеи местного самоуправления и современные формы муниципального хозяйства. В 1912 году основал газету «Русская молва». Сотрудничал в газетах «Речь» и «Русские ведомости», либеральных журналах «Русская мысль» и «Московский еженедельник». Автор и издатель многих работ по общеполитическим вопросам, а также статей о состоянии городского самоуправления в западно-европейских странах и о его возможной реформе в России на основании всеобщего избирательного права.
В 1909 году был избран гласным Санкт-Петербургской городской думы, в дальнейшем состоял во многих её комиссиях, а также был членом городской управы. Состоял членом Вольного экономического общества и Русского технического общества, учредил Общество обывателей и избирателей в Санкт-Петербурге. Владел призовой рысистой конюшней.
В 1912 году был избран в члены Государственной думы от города Санкт-Петербурга 1-м съездом городских избирателей. Входил во фракцию кадетов, был секретарем Городской группы. Состоял членом комиссий: финансовой, по городским делам, по военным и морским делам, а также военной (с 1915 года). Входил в Прогрессивный блок. Был масоном, членом ложи «Великого востока народов России».

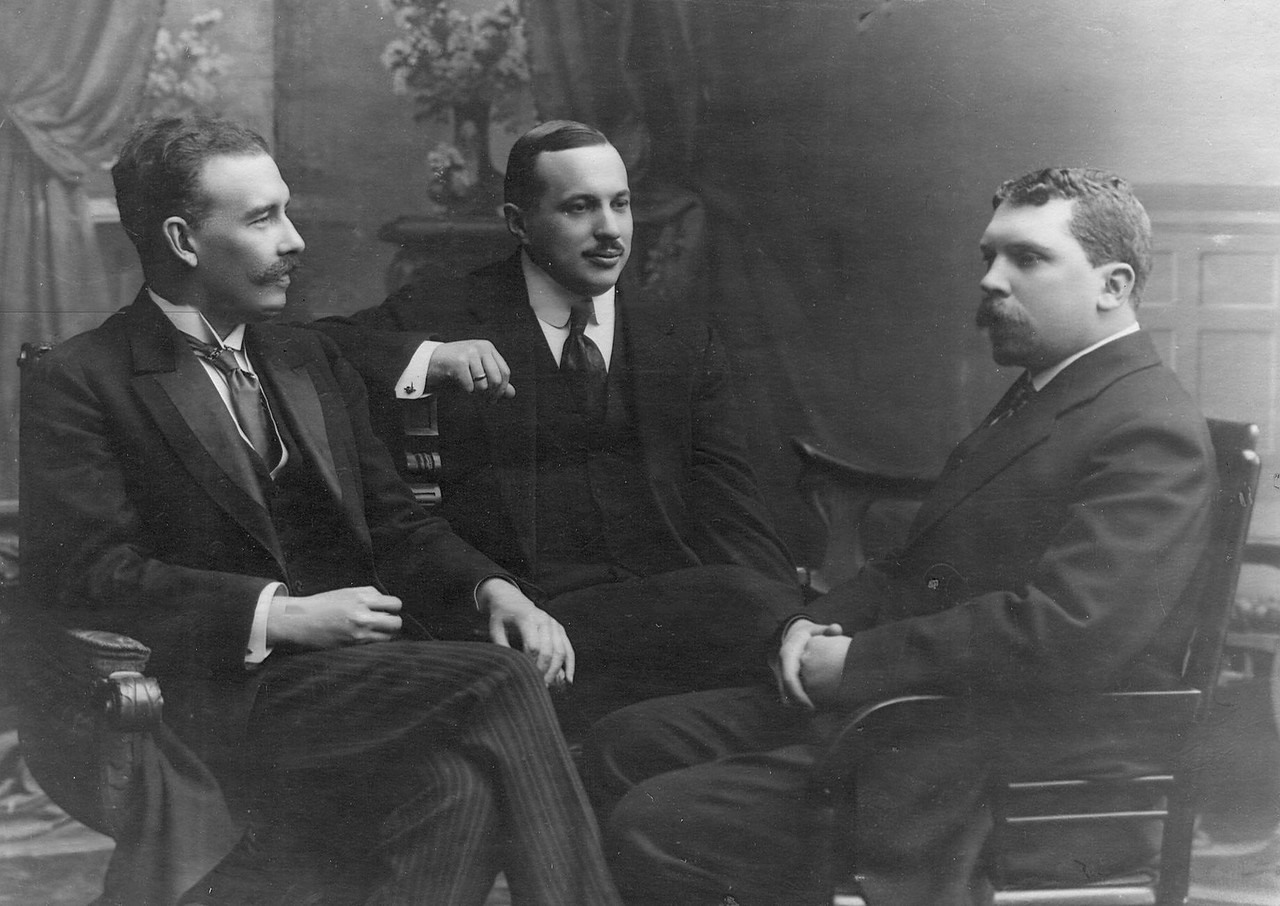
Л. А. Велихов (слева) с депутатами 4-й Государственной Думы М. Д. Калугиным и А. А. Барышниковым.

В сентябре 1913 года участвовал во Всероссийском съезде представителей городов в Киеве.
С началом Первой мировой войны, по прошению, был призван на военную службу и отправлен в действующую армию. Служил фейерверкером в 3-й батарее 1-й артиллерийской бригады Гренадерского корпуса. Участвовал в боях, был контужен, награждён рядом орденов, произведен в прапорщики, а затем в подпоручики. В октябре 1916 года был отозван из действующей армии для участия в работе Думы.
Во время Февральской революции был помощником Петроградского коменданта. По поручению Временного комитета Государственной думы и Временного правительства, в качестве комиссара выезжал в Новгородскую губернию и Одессу для наведения порядка в воинских частях. В Одессе посетил также Сергиевское артиллерийское училище и кадетский корпус. На мартовском съезде кадетов был избран в ЦК партии. Был членом комиссий ВКГД: по избирательному закону и пересмотру Земского и Городового положения, а также военной.
12 апреля 1917 года приветствовал от лица Думы 1-ю маршевую роту ораниенбаумских пулеметчиков, добровольно отправлявшихся на фронт и заявил, что

в случае победы Вильгельма русской свободе конец, и великая русская революция в глазах истории превратится в обыкновенную смуту, доведшую до поражения.

17 июня 1917 года назначен комиссаром ВКГД по Главному управлению Красного Креста. В августе участвовал в Государственном совещании в Москве, а в сентябре был членом Временного совета Российской республики. На съезде кадетской партии в июле 1917 года был выдвинут кандидатом в члены Учредительного собрания. В ноябре того же года был избран в Учредительное собрание от Херсонского округа по кадетскому списку.
После Октябрьской революции выехал в небольшое имение жены, урождённой Красовской, под Ельцом. Опасаясь крестьянских погромов, семья перебралась в Елец, где Велихов читал лекции на кооперативных курсах и в Народном университете. Неоднократно бывал в Москве, где участвовал в заседаниях кадетского ЦК. После взятия Ельца Добровольческой армией, переехал в Новочеркасск, а затем в Ростов-на-Дону. Состоял в Политическом совещании при главнокомандующем генерале Деникине, принимал деятельное участие в работе ОСВАГа — выступал с докладами и лекциями. Был редактором газеты «Донская речь». На Харьковской конференции кадетов 3 ноября 1919 года выступал против блока с монархистами или социалистами и сохранение самостоятельной линии партии, также был против узаконения захвата земель, произведенного крестьянами, и отчуждения земель крупных помещиков.
После поражения Белого движения жил в Новочеркасске. Был профессором Педагогического института, преподавал на хозяйственных курсах и в совпартшколе. С 1921 года был профессором Донского сельскохозяйственного института и Политехнического института, в 1923—1928 годах — профессором Ростовского университета по кафедре политической экономии. Получил степень доктора философии. В сентябре 1923 года на квартире Велихова был произведен обыск, после которого он содержался в Ростовском ГПУ, а затем был отправлен в Москву. На допросах отказался стать агентом-осведомителем. После освобождения вернулся к преподавательской работе в высших учебных заведениях Новочеркасска и Ростова-на-Дону. В 1930 году, по требованию университетского начальства, прошёл «советскую чистку», благодаря чему сохранил профессорскую должность. Выступал с лекциями в рабочих центрах Донбасса. В 1928 году опубликовал книгу «Основы городского хозяйства», которая была переведена на английский и французский языки. В 1931—1932 годах подготовил монографии «Экономика коммунально-санитарных предприятий» и «Экономика коммунально-транспортных предприятий», которые не были опубликованы.
В 1937 году получил инвалидность 2-й группы в связи с заболеванием сердца, после чего вышел на пенсию. 21 августа 1938 года был арестован и заключен во внутреннюю тюрьму УНКВД Ростовской области. Обвинялся по 58-й статье УК РСФСР — в том, что был

организатором и руководителем нелегальной организации кадетов в Ростовской области, которая вела активную борьбу против Советской власти путём вредительства, организации кадров для вооруженного восстания против Советской власти и создания террористических групп, для совершения террористических актов над руководителями ВКП(б) и Советского правительства.

Памятная доска в Ростове-на-Дону

Допрашивался 16 раз, в тюрьме перенёс инфаркт. Начальник УНКВД по Ростовской области В. С. Абакумов впоследствии занимал руководящие посты в структурах НКВД—МГБ СССР. С 27 декабря 1939 года дело Велихова рассматривало Особое совещание НКВД. 4 января 1940 года он был доставлен во внутреннюю тюрьму НКВД в Москве. В том же году был приговорен к 8 годам ИТЛ «за контрреволюционную деятельность». По последним сведениям, умер в 1942 году в Березняковском исправительно-трудовом лагере.
Был знаком с известным шахматистом Михаилом Ивановичем Чигориным, воспоминания о котором были напечатаны в сборниках «М. И. Чигорин, его жизнь и творчество» (Москва, 1939) и «М. И. Чигорин, великий русский шахматист» (Москва, 1949). Домовладелец Санкт-Петербурга; его дом оценивался в 200 тысяч рублей.
Продолжателем муниципальной традиции Велихова в советское время был один из последних представителей профессии гражданских инженеров — Анатолий Михайлович Якшин. Популяризатором и пропагандистом наследия Велихова «на рубеже тысячелетий» стала ученица А. М. Якшина и «бабушка российского самоуправления» Татьяна Михайловна Говоренкова (книга «Читаем Велихова вместе» и т. д.).
Двоюродный внук Льва Велихова — физик-ядерщик академик РАН Е. П. Велихов.

## Сочинения
- Сравнительная таблица русских политических партий. — СПб., 1906.
- Таблица политических свобод. — СПб., 1906.
- Таблица современных конституций России. — СПб., 1906.
- Теория и практика пропорционального представительства. — СПб., 1907.
- Два греха. Обывательщина // ГД. — 1913. — № 19. — С. 1249.
- Исторический очерк деятельности Императорского С.-Петербургского общества поощрения рысистого коннозаводства, 1861—1911. — СПб., 1914.
- Сущность и системы пропорциональных выборов. — Пг., 1917.
- Опыт муниципальной программы. Материалы для академического курса и перспективных планов городского хозяйства. — М.—Л., 1926.
- Основы городского хозяйства. — Госиздат, 1928. — Переиздания: Обнинск, 1995; М.: Наука, 1996.
- «Куда же смысл девался здравый…» Классик отечественного муниципализма в роли стихотворца-сатирика // Муниципальная власть. — 2001. — № 6. — С. 111.
- От опекуна перестают ждать содействие // Муниципальная власть. — 2011. — № 5. — С. 98—99.